# Prorachthes beckeri
Prorachthes beckeri is een vliegensoort uit de familie van de wolzwevers (Bombyliidae). De wetenschappelijke naam van de soort is voor het eerst geldig gepubliceerd in 1927 door Paramonov.